# フランティシェク・オンドジーチェク
フランティシェク・オンドジーチェク（チェコ語: František Ondříček, 1857年4月29日 プラハ – 1922年4月12日 ミラノ）はチェコのヴァイオリニスト・作曲家。ドヴォルジャークの《ヴァイオリン協奏曲》の初演者であり、1891年には音楽界への功労が認められてロイヤル・フィルハーモニック協会から名誉会友に選ばれた。

## 経歴
父親はヴァイオリニストで指揮者のヤン・オンジーチェクである。プラハ音楽院に学び、その後はヘンリク・ヴィエニャフスキの支援を得てパリ音楽院に2年間留学し、首席となった。
ドヴォルジャークの《ヴァイオリン協奏曲 イ短調》作品53が1883年10月14日にプラハで初演された際に独奏者を受け持ち、同年12月2日のウィーン初演でもヴァイオリン独奏を担当した。1880年代後半にウィーンに定住して教鞭を執った。1909年にはヴァイオリン奏法に関する専門技術的な論文を発表している。第1次世界大戦後にプラハに戻り、プラハ音楽院でヴァイオリンのマスタークラスを主宰した。
高い評価を得たヴァイオリン奏者であるとともに、作曲家としても活動し、ヴァイオリンとピアノのための《ボヘミア舞曲集》作品3（1891年）や《ボヘミア狂詩曲》作品21のほか、《弦楽四重奏曲》作品22（1907年）などの作品を残した。いくつかのヴァイオリン協奏曲のためにカデンツァを遺しており、とりわけモーツァルトの協奏曲やブラームスの協奏曲のための実例が知られている。